# Leonid Gajdaj
Leonid Iovitsj Gajdaj (Russisch:Леонид Иович Гайдай) (Svobodny, 15 januari 1923 - 19 november 1993) was een Russisch regisseur.

## Filmografie
- 1968: Бриллиантовая рука; Brilliantovaja roeka; "diamanten handen"
- 1971: 12 стульев; 12 stoeljev; "12 stoelen"